# 康永韶
康永韶，字用和，直隸祁門縣人。明朝官員。

## 生平
正統元年進士康汝芳之子，景泰元年（1450年）庚午科應天鄉試中舉，入學國子監，選為監察御史。憲宗成化年間，巡按畿輔，彈劾尚書馬昂。成化四年，偕同官胡深、鄭己等爭慈懿太后山陵事。后因彈劾大臣貪污，被刑部主事余志攻擊，下詔獄。謫順昌知縣，之後調任福清、惠安。後來有人推薦康氏知天文，授欽天監正，進太常寺少卿。雖然康永韶以前當御史時被認為是敢於直言，可是這時他的作風是迎合取寵，甚至以災為祥。後擢升為禮部右侍郎，仍掌監事。因為「曆多訛字」被追究，離職歸鄉。